# Douglas MacArthur

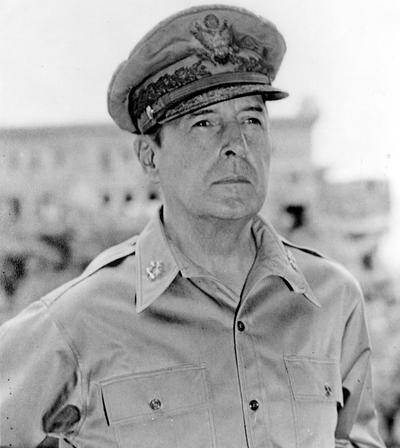
Douglas MacArthur

Douglas MacArthur (Little Rock, Arkansas, 1880. január 26. – Washington, 1964. április 5.) ötcsillagos amerikai tábornok.
Apja, Arthur MacArthur tábornok volt az Amerikai Egyesült Államok hadseregénél.
Miután elvégezte a katonai akadémiát, a gyalogsághoz került 1903-ban. Az első világháború idején a 42nd („Rainbow”) Division egyik tisztje volt. Röviddel a háború befejeződése előtt nevezték ki az egység parancsnokává. 1930-ban kinevezték tábornokká, majd 1937-ben nyugállományba vonult. 1941-ben a háború kitörésekor visszahívták a szolgálatba és a csendes óceáni hadsereg parancsnokává nevezték ki. Taktikája sokban különbözött Chester Nimitz admirálisétól, ami miatt ellentét alakult ki közöttük. Ott volt 1945. szeptember 2-án a USS Missouri csatahajó fedélzetén a fegyverszünet aláírásakor. A koreai háborúban is részt vett.

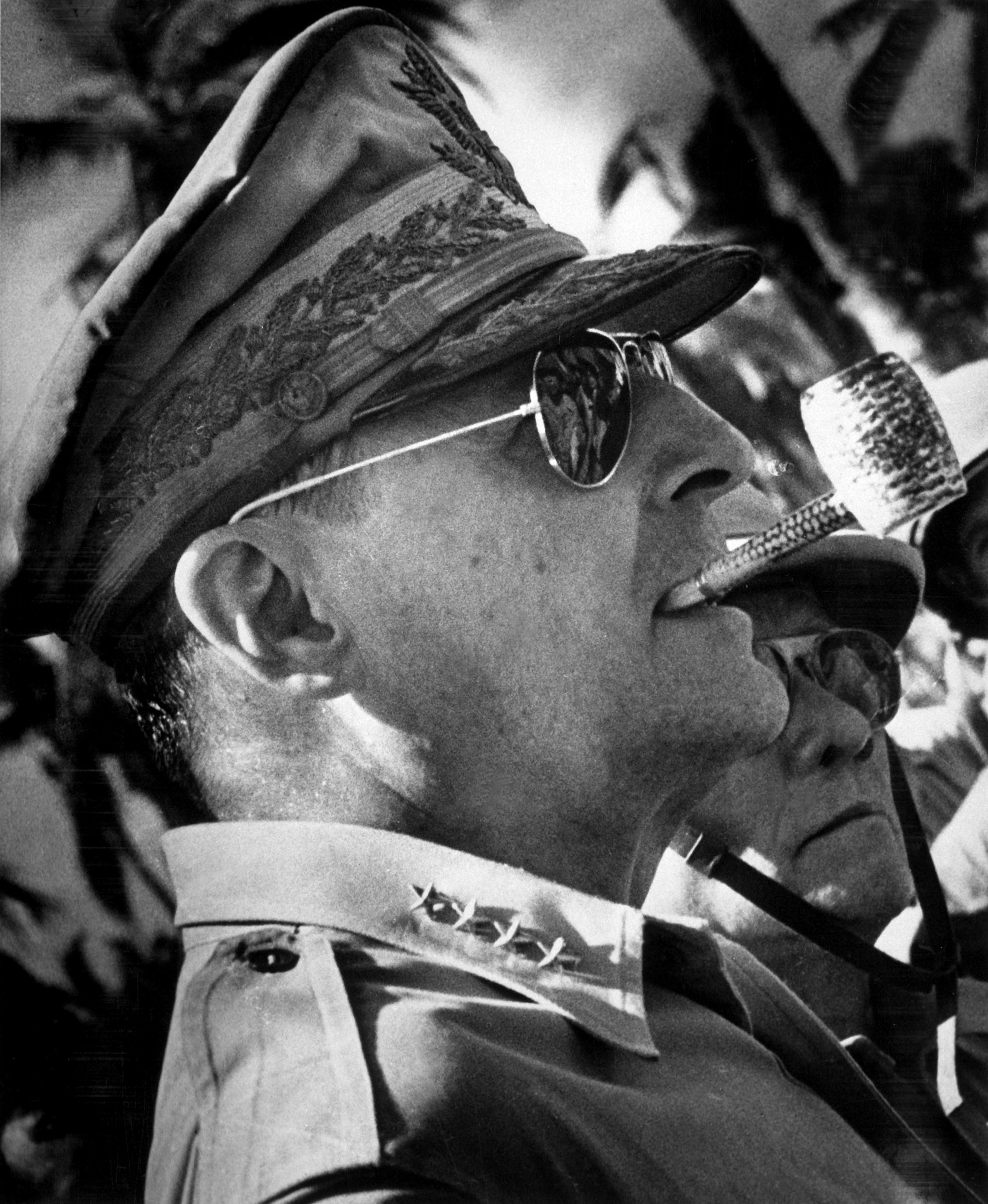
Douglas MacArthur

## Rendfokozatai
| 1903-ban hadnagyoknak nem járt rangjelzés | Hadnagy: 1903. június 11.                                    |
|                                           | Főhadnagy: 1904. április 23.                                 |
|                                           | Százados: 1911. február 27.                                  |
|                                           | Őrnagy: 1915. december 11.                                   |
|                                           | Ezredes: 1917. augusztus 5.                                  |
|                                           | Dandártábornok: 1918. június 26.                             |
|                                           | Vezérőrnagy: 1925. január 17.                                |
|                                           | Tábornok: 1930. november 21.                                 |
|                                           | Vezérőrnagy: 1935. október 1.                                |
|                                           | Tábornokként nyugállományba kerül: 1937. december 31.        |
|                                           | Vezérőrnagyi rangban aktív szolgálatba lép: 1941. július 26. |
|                                           | Altábornagy: 1941. július 27.                                |
|                                           | Tábornok: 1941. december 18.                                 |
|                                           | A Hadsereg Tábornoka: 1944. december 18.                     |

## Kitüntetései
|                                                                       | Medal of Honor – Kongresszusi Becsületérem                                                     |
| Bronze Oak Leaf · Bronze Oak Leaf                                     | Distinguished Service Cross – Kiemelkedő szolgálatért kereszt két tölgyfalevéllel              |
| Bronze Oak Leaf · Bronze Oak Leaf · Bronze Oak Leaf · Bronze Oak Leaf | Army Distinguished Service Medal – Kiemelkedő hadseregi szolgálatért érem négy tölgyfalevéllel |
|                                                                       | Navy Distinguished Service Medal – Kiemelkedő haditengerészeti szolgálatért érem               |

| Silver Oak Leaf · Bronze Oak Leaf                                                  | Silver Star – Ezüstcsillag hat tölgyfalevéllel (egy ezüst és egy bronz levél jelöli)                                                                             |
|                                                                                    | Distinguished Flying Cross – Kiemelkedő repülésért kereszt |
| Valor device                                                                       | Bronze Star – Bronzcsillag "V" bátorság kisdíszítéssel |
| Silver Oak Leaf · Bronze Oak Leaf                                                  | Presidential Unit Citation – Kiemelkedő egység elnöki megemlítése a hadijelentésben, hat tölgyfalevéllel (egy ezüst és egy bronz levél jelöli)                   |
|                                                                                    | Air Medal – Légi érem |
| Bronze Oak Leaf                                                                    | Purple Heart – Bíbor szív egy tölgyfalevéllel |
|                                                                                    | Philippine Campaign Medal – Fülöp-szigeteki hadjárat érem |
|                                                                                    | Mexican Service Medal – Mexikói szolgálatért érem |
| Silver Award Star                                                                  | World War I Victory Medal – Első világháborús győzelmi érem öt csata-kisdíszítéssel (Aisne-Marne, Champagne-Marne, St. Mihiel, Meuse-Argonne és védelmi szektor) |
|                                                                                    | Army of Occupation of Germany Medal – Németországi megszálló hadsereg érem                                                                                       |
|                                                                                    | American Defense Service Medal – Amerikai honvédelmi érem |
| Arrowhead device · Silver Award Star · Silver Award Star                           | Asiatic-Pacific Campaign Medal – Ázsiai és csendes-óceáni hadszintér hadjárata érem két ezüst szolgálati csillaggal és partraszállási nyílhegy kisdíszítéssel    |
|                                                                                    | World War II Victory Medal – Második világháborús győzelmi érem                                                                                                  |
|                                                                                    | Army of Occupation Medal – Megszálló hadsereg érem Japán kisdíszítéssel                                                                                          |
|                                                                                    | National Defense Service Medal – Nemzeti honvédelmi szolgálatért érem                                                                                            |
| Arrowhead device · Bronze Service Star · Bronze Service Star · Bronze Service Star | Korean Service Medal – Koreai szolgálatért érem három bronz szolgálati csillaggal és partraszállási nyílhegy kisdíszítéssel                                      |
|                                                                                    | United Nations Service Medal – ENSZ szolgálatért érem |